# Schwand im Innkreis
Schwand im Innkreis je obec v okrese Braunau v rakouské spolkové zemi Horní Rakousy.

## Geografie
Schwand leží v oblasti Innviertel. Přibližně 6 % rozlohy obce tvoří lesy a 88 % zemědělská půda.